# Anders Uppgren
Anders Uppgren, född 25 oktober 1865 i Uppåkra församling, Malmöhus län, död 27 maj 1933, var en svensk skolman och författare.
Uppgren, som var son till åbon Jöns Andersson och Elna Larsdotter, blev filosofie doktor i Lund 1899, adjunkt vid Hudiksvalls högre allmänna läroverk 1910 och lektor i latin och grekiska vid Kristianstads högre allmänna läroverk 1917. Han författade bland annat Über sprachliche und metrische Komposition und Kunst des Terenz (1901), Den moderna judendomens historia (1905), De olympiska spelen och deras inflytande på grekernas nationalanda och nationalkarakter (1906), De mackabeiska kungarnes historia (1907), Akademierna och studentlivet (1920), Universiteten och examensväsendet (1920), Skolorna och demokratien (1922) och Världsbild och världsreligion (1926).